# 圣保禄堂 (索伦托)
40°37′36″N 14°22′18″E / 40.626634°N 14.371729°E

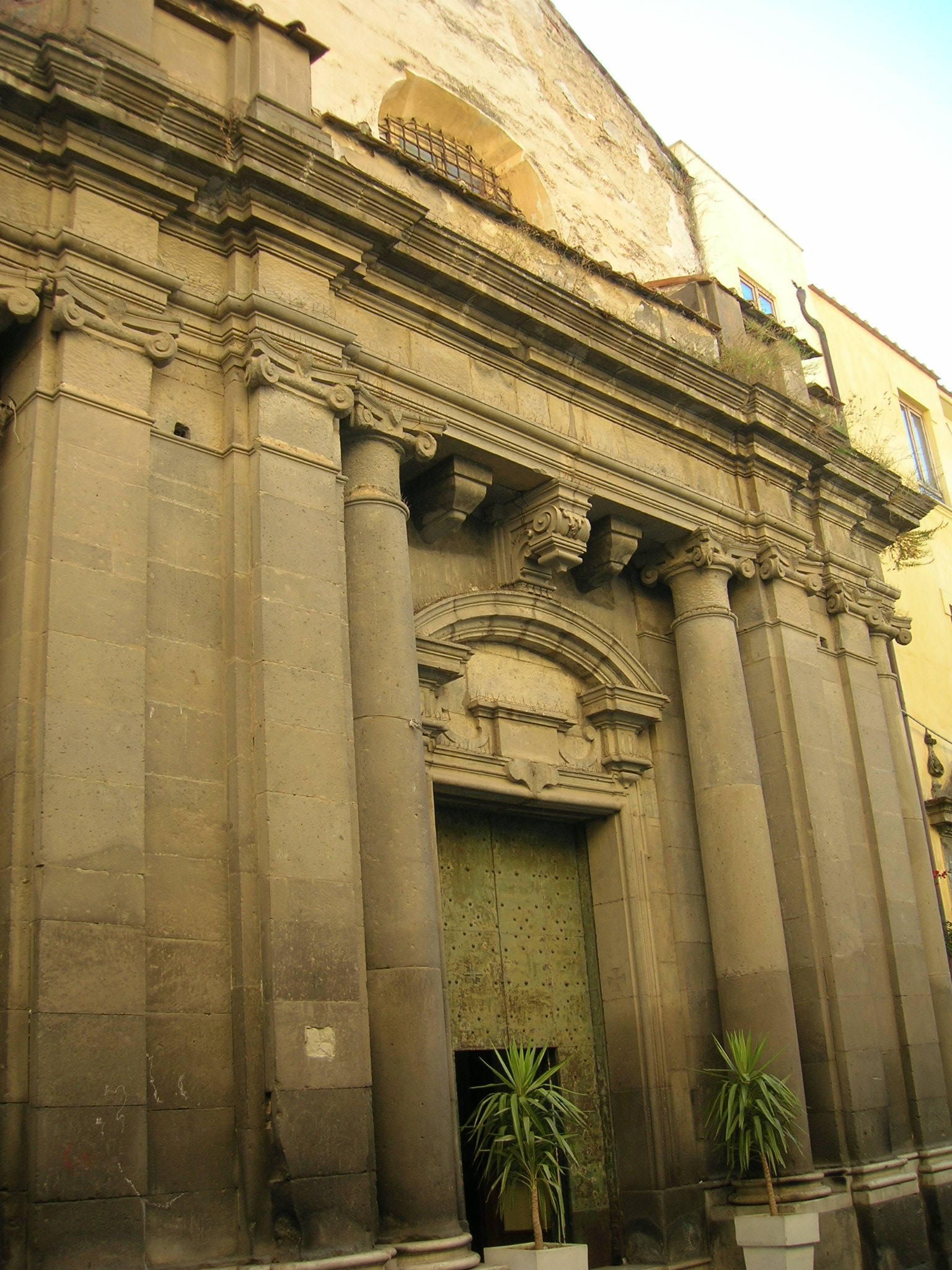
立面

圣保禄堂（Chiesa di San Paolo）是一座罗马天主教教堂,位于意大利坎帕尼亚大区索伦托老城，建于9世纪，巴洛克建筑，附属于同名的本笃会修女院，现在是一所学校。

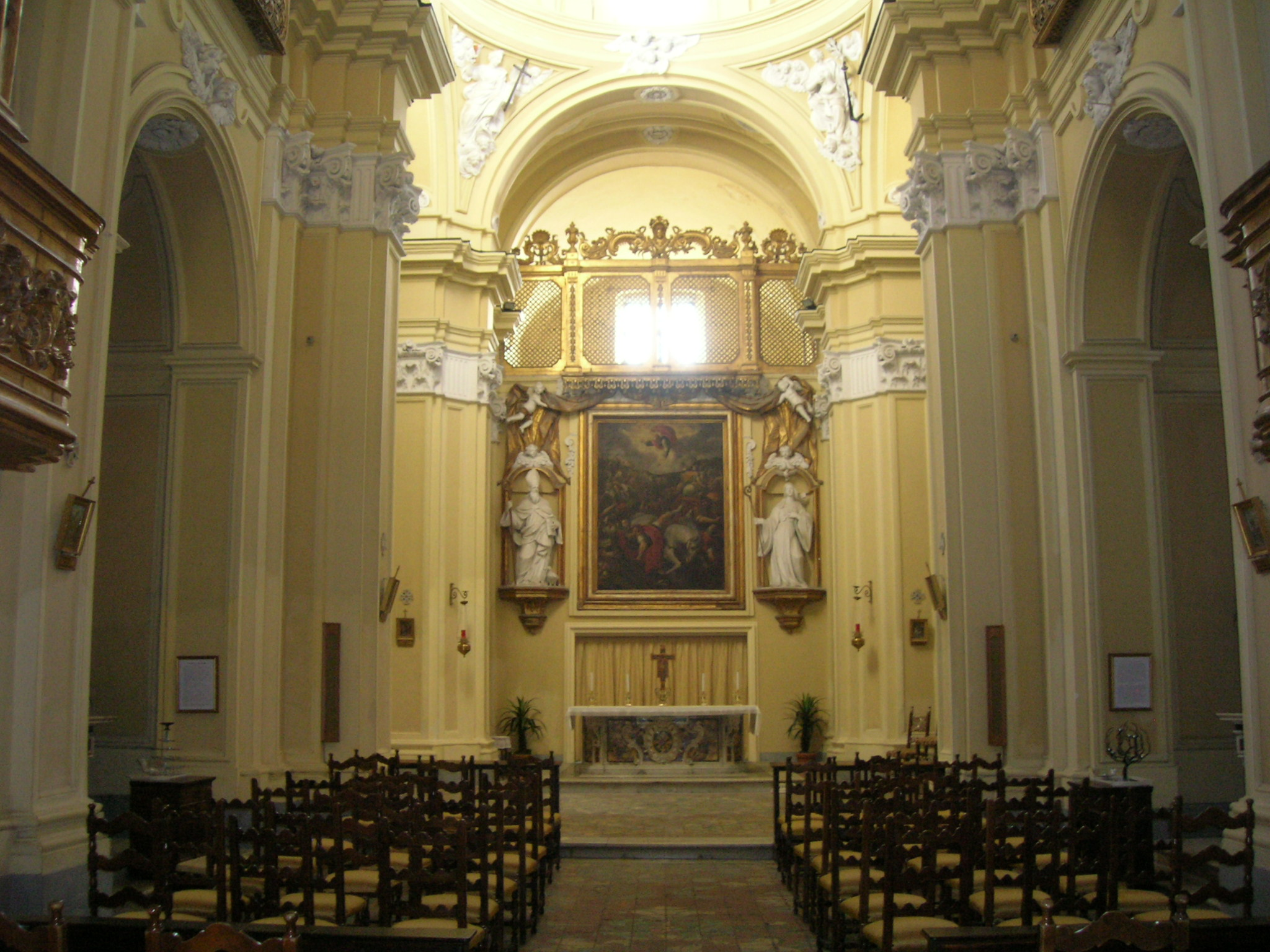
内部